# Algae River
Koordinaten: 66° 18′ S, 100° 49′ O
Der Algae River ist mit 25 km das drittlängste Flusssystem in Antarktika. Im ostantarktischen Wilkesland verbindet es eine Reihe epiglazialer Seen am Südrand der Bunger Hills mit dem Algae Lake im Zentrum. Der Fluss mündet an der Knox-Küste in den Transkriptsii Gulf.
Das Antarctic Names Committee of Australia benannte ihn 2003 in Anlehnung an die Benennung des gleichnamigen Sees.